# العلاقات اليابانية الغيانية
العلاقات اليابانية الغيانية هي العلاقات الثنائية التي تجمع بين اليابان وغيانا.

## مقارنة بين البلدين
هذه مقارنة عامة ومرجعية للدولتين:
| وجه المقارنة                                              | اليابان         | غيانا        |
| --------------------------------------------------------- | --------------- | ------------ |
| المساحة (كم2)                                             | 377.97 ألف      | 214.97 ألف   |
| عدد السكان (نسمة)                                         | 126.79 مليون    | 777.86 ألف   |
| الكثافة السكانية (ن./كم²)                                 | 335.45          | 3.62         |
| العاصمة                                                   | طوكيو           | جورج تاون    |
| اللغة الرسمية                                             | اللغة اليابانية | لغة إنجليزية |
| العملة                                                    | ين ياباني       | دولار غياني  |
| الناتج المحلي الإجمالي (بليون دولار)                      | 4.87 تريليون    | 3.68 مليار   |
| الناتج المحلي الإجمالي (تعادل القوة الشرائية) بليون دولار | 5.18 تريليون    | 5.77 مليار   |
| الناتج المحلي الإجمالي الاسمي للفرد دولار أمريكي          | 34.52 ألف       | 4.13 ألف     |
| الناتج المحلي الإجمالي للفرد دولار أمريكي                 | 36.62 ألف       |              |
| مؤشر التنمية البشرية                                      | 0.903           |              |
| رمز المكالمات الدولي                                      | +81             | +592         |
| رمز الإنترنت                                              | .jp             | .gy          |
| المنطقة الزمنية                                           | توقيت اليابان   | 00           |

## منظمات دولية مشتركة
يشترك البلدان في عضوية مجموعة من المنظمات الدولية، منها:
| علم المنظمة | اسم المنظمة                               | تاريخ انضمام اليابان | تاريخ انضمام غيانا |
| ----------- | ----------------------------------------- | -------------------- | ------------------ |
|             | يونسكو                                    | 2 يوليو 1951         | 21 مارس 1967       |
|             | مؤسسة التمويل الدولية                     | 20 يوليو 1956        | 4 يناير 1967       |
|             | المركز الدولي لتسوية المنازعات الاستشارية | 16 سبتمبر 1967       | 10 أغسطس 1969      |
|             | منظمة حظر الأسلحة الكيميائية              | ?                    | ?                  |
|             | مؤسسة التنمية الدولية                     | 27 ديسمبر 1960       | 4 يناير 1967       |
|             | منظمة التجارة العالمية                    | ?                    | ?                  |
|             | وكالة ضمان الاستثمار متعدد الأطراف        | 12 أبريل 1988        | 18 يناير 1989      |
|             | الاتحاد البريدي العالمي                   | ?                    | ?                  |
|             | الاتحاد الدولي للاتصالات                  | 29 يناير 1879        | 8 مارس 1967        |
|             | منظمة الشرطة الجنائية الدولية             | ?                    | ?                  |
|             | الأمم المتحدة                             | 18 ديسمبر 1956       | 20 سبتمبر 1966     |
|             | البنك الدولي للإنشاء والتعمير             | 13 أغسطس 1952        | 26 سبتمبر 1966     |

## وصلات خارجية
- موقع وزارة الخارجية اليابانية
- موقع وزارة الخارجية الغيانية